# Edgar Gluck
Edgar Gluck (hebr. Chaim Baruch; ur. 14 czerwca 1936 w Hamburgu) – polsko-amerykański rabin, chasyd izbicki.
Urodził się w Hamburgu w rodzinie polskich Żydów. W 1957 ukończył Chasam Sofer Rabbinical College, gdzie uzyskał smichę rabinacką, a w 1974 Long Island University.
Od 23 lutego 2008 jeden z członków Rabinatu Rzeczypospolitej Polskiej. Mieszka na Brooklynie w Nowym Jorku. Ma żonę i dwóch synów.